# Octavio Neto
Octavio Neto (Petrópolis, 29 de novembro de 1988) é um apresentador de televisão e locutor esportivo brasileiro.
Iniciou sua carreira no rádio, cobrindo eventos futebolísticos, na TV começou em 2012 no Esporte Interativo onde atualmente narra futebol, lutas, eventos de futebol americano da NFL e é apresentador do EI GAMES Games, programa que traz esportes eletrônicos, hoje atua junto ao Casimiro Miguel, Bruno Formiga, Guilherme Beltrão e Luis Felipe Freitas na Twitch, além de narrar as partidas da NBA no canal TNT Sports.
Octavio é conhecido por ser um narrador que tem o costume de incluir referências do universo nerd dentro de suas transmissões. Normalmente suas narrações fazem alusões cômicas a séries, desenhos, filmes, quadrinhos, memes e principalmente a Tokusatsu, como Jaspion, Jiraya, Jiban, Power Rangers, Dragon Ball Z, Pokemón, Cavaleiros do Zodíaco, entre outros.  

## Biografia e carreira
É filho de Fernanda Canuto Gomes e formado na PUC-RJ. Octavio começou sua carreira de narrador em 2012, na web rádio Voz do Futebol. Registrou grandes audiências naquele ano, quando assumiu as transmissões in loco da Copa Libertadores da América. O sucesso com o público logo o firmou no cenário, levando-o para outro projeto de web rádio: a Arquibancada Oi. No projeto de rádio web unindo a operadora de telefonia e o Esporte Interativo, Octavio se tornou o narrador titular do Vasco da Gama, ao lado do comentarista Donan Campos.
Em agosto de 2012, Octavio passou a narrar também na TV. Entre 2013 e 2017, Octavio apresentou os programas Thursday Night Football e Sunday Night Football da NFL no canal de TV Esporte Interativo ao lado dos comentaristas Raiam dos Santos e Marcelo Ferrantini. Conhecido pela irreverência, pela interatividade e pelo bom humor foi tido como uma das maiores revelações da emissora no ano de 2013. Famoso por fazer analogias inteligentes entre o futebol americano e o futebol e ter um jeito bastante peculiar de se exaltar com belos lances esportivos usando bordões como: É Tchaca Tchaca na Butchaca!, Ao Infinito e Além!, Ele adora um perigo!, Chambão, Fumblelievable!, Vai comer grama!, É Fatality!, Chama o Megazord!, Doutrinando, Esmerilhando, Tem mais bala que em dia de São Cosme e Damião, Santa Padroeira dos Headshots!... . Participou das transmissões da Liga dos Campeões da UEFA e narrou Premier League, La Liga, Campeonato Italiano, Europa League, Copa do Nordeste, Liga Espanhola de Futsal, Circuito Mundial de Judô e grandes eventos de lutas como Bellator, One FC, GLORY e muitos outros. Octavio foi apresentador dos programas Real Madrid TV, Barça TV, MUTV, Chelsea TV, Bayern TV, AC Milan Channel, De Olho na Liga, WWE e RAW. Em 03 de março de 2015, Octavio foi confirmado como o narrador da TNA Wrestling no Esporte Interativo.
Em 5 de dezembro de 2016, Octavio estreou como apresentador do reality show Fanáticos Game Show ao lado da apresentadora Mariana Fontes. A atração teve um formato inovador, com 12 duplas de torcedores, cada uma representando um time. Os participantes foram divididos em três grupos onde todos se enfrentam em provas de perguntas e respostas, habilidades esportivas, narração, engajamento, interatividade e elementos surpreendentes. O programa bateu recordes de audiência no horário e se tornou referência em interatividade nas redes sociais. A dupla de apresentadores foi elogiada pelos fãs graças ao entrosamento dos dois. Outro ponto de destaque na carreira de Octavio aconteceu no Super Bowl LI, que aconteceu no dia 5 de fevereiro de 2017. Ele foi o escolhido pelo Esporte Interativo para comandar a transmissão da final da temporada 2016 da NFL, depois de ter feito todos os principais jogos ao longo do ano. A escalação de Octavio para a transmissão foi uma surpresa, já que todas as edições anteriores ficaram por conta de André Henning. O jogo marcou a primeira prorrogação já vista em um Super Bowl e também a maior virada já registrada na história das finais. A partida ocorreu entre o entre o New England Patriots, campeão da Conferência Americana (AFC) e o Atlanta Falcons, campeão da Conferência Nacional (NFC). Os Patriots venceram o jogo, por 34 a 28, e conquistaram o quinto título da história da franquia.
Em 24 de maio de 2016, transmitiu pela primeira vez uma partida de e-Sports pelo campeonato da ELeague de Counter Strike: Global Offensive. Em pouquíssimo tempo, Octavio conseguiu enorme aceitação dos fãs da modalidade. A audiência dos canais Esporte Interativo nas primeiras semanas da competição bateu recorde, alcançando mais de 8,5 milhões de telespectadores. Octavio se tornou o narrador oficial da Brasil Game Show, participando dos eventos presenciais em São Paulo e no Rio de Janeiro. Em 2017, Octavio estreou também em plataformas de streaming, com narrações de competições internacionais de CS:GO, tais como ESL Pro League, IEM Katowice, PGL Major Kraków e Dreamhack Malmo. Em 30 de janeiro, depois de conquistar enorme sucesso no mundo dos games, Octavio ganhou o seu próprio programa na nova grade do Esporte Interativo. O EI Games traz gamelays dos mais diversos jogos, de diferentes consoles e plataformas. Octavio comanda entrevistas, recebe convidados, promove interações com os espectadores, fala sobre lançamentos, curiosidades, notícias dos e-sports, filmes temáticos e demais amenidades gamers. A atração foi ao ar de terça a sexta a 01:00 e aos sábados ao 12:00, ao vivo no Esporte Interativo até a extinção dos canais EI em 2018, porém a atração migrou para o Space com exibição nas noites de terça e sexta.
Em 2021, fez a voz do narrador do estádio durante as partidas de LeBron James e os Looney Tunes no filme Space Jam: Um novo legado.

## Filmografia
| Ano        | Título                  | Função                  | Nota(s)       |
| 2015-2017  | TNA Impact!             | Narrador e Apresentador |               |
| ---------- | ----------------------- | ----------------------- | ------------- |
| 2016       | Fanáticos               | Apresentador            | 1.ª Temporada |
| 2017-atual | EI Games                | Apresentador            |               |
| 2021       | Space Jam: A New Legacy | Narrador do estádio     | [ 3 ]         |